# Bada bambina/Era febbraio
Bada bambina/Era febbraio è un 45 giri pubblicato da Little Tony nel 1969.
Bada bambina, scritto da  Franco Migliacci per il testo e da Gianni Meccia e Bruno Zambrini per la musica, arrangiato da Willy Brezza, è presentata al Festival di Sanremo 1969 in abbinamento con Mario Zelinotti.
Si qualifica al 12º posto alla kermesse ligure con 54 voti.
E' incisa anche da Angelo Mauro nell'album Sole mare... (2018). Esiste anche una versione strumentale di Giorgio Carnini per l'album "Le 24 canzoni di Sanremo" (RCA Italiana, KAS 29).
Era febbraio è il brano presente nel lato b del disco, scritto da Carlo Claroni e Gianni Meccia per il testo e dai due fratelli di Little Tony, Alberto Ciacci ed Enrico Ciacci, per la musica; quest'ultimo è anche l'arrangiatore.

## Classifiche
| Classifica (1969) | Posizione massima 26 |
| ----------------- | -------------------- |